# Série de championnat de la Ligue américaine de baseball 2004

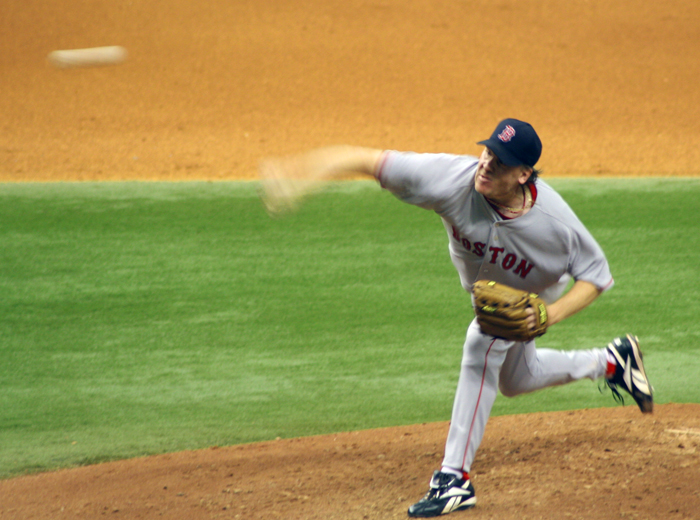
Curt Schilling et les Red Sox de Boston remportent en 2004 la finale de la Ligue américaine.

La Série de championnat de la Ligue américaine de baseball 2004 était la série finale de la Ligue américaine de baseball, dont l'issue a déterminé le représentant de cette ligue à la Série mondiale 2004, la grande finale des Ligues majeures.
Cette série quatre de sept débute le mardi 12 octobre 2004 et se termine le mercredi 20 octobre par une victoire des Red Sox de Boston, quatre victoires à trois sur les Yankees de New York. 
Dans une série historique, les Red Sox encaissent trois défaites consécutives avant de remporter les quatre dernières parties, dont les sixième et septième matchs au Yankee Stadium de New York, accomplissant un exploit jamais vu dans l'histoire du baseball. Les Red Sox remportent par la suite leur première Série mondiale en 86 ans.

## Déroulement de la série

### Calendrier des rencontres
| Match | Date       | Visiteur            | Hôte                | Score              |
| ----- | ---------- | ------------------- | ------------------- | ------------------ |
| 1     | 12 octobre | Red Sox de Boston   | Yankees de New York | 7 - 10             |
| 2     | 13 octobre | Red Sox de Boston   | Yankees de New York | 1 - 3              |
| 3     | 16 octobre | Yankees de New York | Red Sox de Boston   | 19 - 8             |
| 4     | 17 octobre | Yankees de New York | Red Sox de Boston   | 4 - 6 (12 manches) |
| 5     | 18 octobre | Yankees de New York | Red Sox de Boston   | 4 - 5 (14 manches) |
| 6     | 19 octobre | Red Sox de Boston   | Yankees de New York | 4 - 2              |
| 7     | 20 octobre | Red Sox de Boston   | Yankees de New York | 10 - 3             |

### Match 1
Mardi 12 octobre 2004 au Yankee Stadium, New York, NY.
| Red Sox de Boston | 0 | 0 | 0 | 0 | 0 | 0 | 5 | 2 | 0 | 7  | 10 | 0 |
| Yankees de New York | 2 | 0 | 4 | 0 | 0 | 2 | 0 | 2 | X | 10 | 14 | 0 |
| Lanceurs partants : BOS : Curt Schilling NYY : Mike Mussina Vic. : Mike Mussina (1-0) Déf. : Curt Schilling (0-1) Sauv. : Mariano Rivera (1) HRs : BOS : Jason Varitek (1) NYY : Kenny Lofton (1) |   |   |   |   |   |   |   |   |   |    |    |   |

### Match 2
Mercredi 13 octobre 2004 au Yankee Stadium, New York, NY.
| Red Sox de Boston | 0 | 0 | 0 | 0 | 0 | 0 | 0 | 1 | 0 | 1 | 5 | 0 |
| Yankees de New York | 1 | 0 | 0 | 0 | 0 | 2 | 0 | 0 | X | 3 | 7 | 0 |
| Lanceurs partants : BOS : Pedro Martinez NYY : Jon Lieber Vic. : Jon Lieber (1-0) Déf. : Pedro Martinez (0-1) Sauv. : Mariano Rivera (2) HRs: NYY : John Olerud (1) |   |   |   |   |   |   |   |   |   |   |   |   |

### Match 3
Samedi 16 octobre 2004 au Fenway Park, Boston, Massachusetts.
| Yankees de New York | 3 | 0 | 3 | 5 | 2 | 0 | 4 | 0 | 2 | 19 | 22 | 1 |
| Red Sox de Boston | 0 | 4 | 2 | 0 | 0 | 0 | 2 | 0 | 0 | 8  | 15 | 0 |
| Lanceurs partants : NYY : Kevin Brown BOS : Bronson Arroyo Vic. : Javier Vázquez (1-0) Déf. : Ramiro Mendoza (0-1) HRs : NYY : Hideki Matsui (1, 2), Alex Rodriguez (1), Gary Sheffield (1) BOS : Jason Varitek (2), Trot Nixon (1) |   |   |   |   |   |   |   |   |   |    |    |   |

### Match 4
Dimanche 17 octobre 2004 au Fenway Park, Boston, Massachusetts.
| Yankees de New York | 0 | 0 | 2 | 0 | 0 | 2 | 0 | 0 | 0 | 0 | 0 | 0 | 4 | 12 | 1 |
| Red Sox de Boston | 0 | 0 | 0 | 0 | 3 | 0 | 0 | 0 | 1 | 0 | 0 | 2 | 6 | 8  | 0 |
| Lanceurs partants : NYY : Orlando Hernández BOS : Derek Lowe Vic. : Curt Leskanic (1-0) Déf. : Paul Quantrill (0-1) HRs : NYY : Alex Rodriguez (2) BOS : David Ortiz (1) |   |   |   |   |   |   |   |   |   |   |   |   |   |    |   |

### Match 5
Lundi 18 octobre 2004 au Fenway Park, Boston, Massachusetts.
| Yankees de New York | 0 | 1 | 0 | 0 | 0 | 3 | 0 | 0 | 0 | 0 | 0 | 0 | 0 | 0 | 4 | 12 | 1 |
| Red Sox de Boston | 2 | 0 | 0 | 0 | 0 | 0 | 0 | 2 | 0 | 0 | 0 | 0 | 0 | 1 | 5 | 13 | 1 |
| Lanceurs partants : NYY : Mike Mussina BOS : Pedro Martinez Vic. : Tim Wakefield (1-0) Déf. : Esteban Loaiza (0-1) HRs : NYY : Bernie Williams (1) BOS : David Ortiz (2) |   |   |   |   |   |   |   |   |   |   |   |   |   |   |   |    |   |

### Match 6
Mardi 19 octobre 2004 au Yankee Stadium, New York, NY.
| Red Sox de Boston | 0 | 0 | 0 | 4 | 0 | 0 | 0 | 0 | 0 | 4 | 11 | 0 |
| Yankees de New York | 0 | 0 | 0 | 0 | 0 | 0 | 1 | 1 | 0 | 2 | 6  | 0 |
| Lanceurs partants : BOS : Curt Schilling NYY : Jon Lieber Vic. : Curt Schilling (1-1) Déf. : Jon Lieber (1-1) Sauv. : Keith Foulke (1) HRs : BOS : Mark Bellhorn (1) NYY : Bernie Williams (2) |   |   |   |   |   |   |   |   |   |   |    |   |

### Match 7
Mercredi 20 octobre 2004 au Yankee Stadium, New York, NY.
| Red Sox de Boston | 2 | 4 | 0 | 2 | 0 | 0 | 0 | 1 | 1 | 10 | 13 | 0 |
| Yankees de New York | 0 | 0 | 1 | 0 | 0 | 0 | 2 | 0 | 0 | 3  | 5  | 1 |
| Lanceurs partants : BOS : Derek Lowe NYY : Kevin Brown Vic. : Derek Lowe (1-0) Déf. : Kevin Brown (0-1) HRs : BOS : Johnny Damon (1, 2), David Ortiz (3), Mark Bellhorn (2) |   |   |   |   |   |   |   |   |   |    |    |   |

## La série Red Sox-Yankees dans la culture populaire
En octobre 2010, la chaîne sportive américaine ESPN présente dans le cadre de sa série 30 for 30, soulignant ses 30 ans d'existence, le documentaire Four Days in October. Il documente la remarquable remontée des Red Sox contre les Yankees et la fin de la supposée malédiction du Bambino.